# Johannes Antonius Maria Bruineman
Johannes Antonius Maria Bruineman (Schiedam, 15 september 1885 – Nijmegen, 16 augustus 1945) was een Nederlands politicus.
Bruineman was een voorman van de Indische Katholieke Partij, die na repatriëring burgemeester van Druten en Eerste Kamerlid werd. In Indië was hij ambtenaar, lid van de Volksraad en lid van het College van Gedelegeerden. Hij hield zich verder bezig met de suikerhandel. Als Kamerlid hadden behalve koloniale zaken en handel ook binnenlandse onderwerpen en defensie zijn belangstelling. Midden 1943 werd hij ontslagen als burgemeester. Hij is als gijzelaar geïnterneerd geweest in Kamp Haaren. In oktober 1944 hervatte hij zijn functie als burgemeester van de kort daarvoor bevrijdde gemeente Druten en hij zou die functie blijven vervullen tot zijn overlijden in 1945.
- Biografisch Portaal: 16497164
- Parlement.com: vg09lkyuscul